# Truman (filme de 1995)
Truman é um telefilme estadunidense de 1995 baseado no livro homônimo de David McCullough. É estrelado por Gary Sinise como Harry S. Truman.

## Elenco
- Gary Sinise como Harry S. Truman
- Diana Scarwid como Bess Truman
- Richard Dysart como Henry L. Stimson
- Colm Feore como Charlie Ross
- James Gammon como Sam Rayburn
- Tony Goldwyn como Clark Clifford
- Pat Hingle como Chefe Tom Pendergast
- Harris Yulin como General George C. Marshall
- Leo Burmester como Frank Vassar
- Amelia Campbell como Margaret Truman
- John Finn como  Bob Hannegan
- Željko Ivanek como Eddie Jacobson
- David Lansbury como Lt. Jim Pendergast
- Remak Ramsay como Dean Acheson
- Marian Seldes como Eleanor Roosevelt
- Daniel von Bargen como General Douglas MacArthur
- Michael Murphy como Dinner Speaker